# Sinistra storica
La Sinistra, detta in seguito storica per distinguerla dai partiti e movimenti di sinistra che si sarebbero affermati nel corso del XX secolo, è stata uno schieramento politico dell'Italia post-risorgimentale. Si parla comunemente di un'egemonia della sinistra storica tra la "rivoluzione parlamentare" del 1876 (quando succedette al governo della Destra) e la "crisi di fine secolo" del 1896.
Il primo leader storico della Sinistra storica fu il piemontese Urbano Rattazzi, il quale nel 1852 realizzò insieme all'allora leader della Destra storica, Camillo Benso di Cavour, il cosiddetto "Connubio". Rattazzi sarà sia Presidente della Camera dei Deputati che Presidente del Consiglio, con i voti sia della Destra, che della Sinistra.
Il primo presidente del consiglio a capo di un governo solo della Sinistra storica fu Agostino Depretis, incaricato dal Re, oltre che dallo schieramento di cui faceva parte, si reggeva anche sull'appoggio di una parte della Destra, quella che aveva contribuito alla caduta del governo Minghetti. Nella sua azione di governo, Depretis cercò sempre ampie convergenze su singoli temi con settori dell'opposizione, dando vita al fenomeno del trasformismo.
I membri della Sinistra storica erano conosciuti anche come Democratici o Ministeriali. A differenza della sua controparte Destra, la Sinistra storica era il risultato di una coalizione che rappresentava la classe media del nord e del sud, la borghesia urbana, i piccoli imprenditori, i giornalisti e gli accademici. Ha anche sostenuto il diritto di voto e la scuola pubblica per tutti i bambini. Inoltre, il partito era contrario alle politiche fiscali elevate promosse dalla Destra. Dopo il 1890, la Sinistra iniziò a mostrare tendenze più conservatrici, tra cui sostenere la rottura di scioperi e proteste e promuovere una politica colonialista in Africa.

## Riforme politiche e sociali
Gli esponenti della Sinistra storica erano perlopiù esponenti della media borghesia, in maggior parte avvocati. Essa rifletteva una base politica relativamente più larga di quella della Destra; ne condivideva l'ideologia liberale ma la interpretava in maniera più pragmatica. I governi della Sinistra tentarono di riconciliare la politica col «paese reale» democratizzando e modernizzando lo stato e il paese.

### Riforma elettorale
La volontà della Sinistra storica era quella di ampliare il suffragio fino all'universalità basandosi non più tanto sul censo dei cittadini, quanto sulla loro istruzione. La Sinistra si batté per l'allargamento del suffragio, tramite la legge elettorale del 1882 (legge Zanardelli) che concedeva diritto di voto a tutti i maschi, che avessero compiuto i 21 anni e rispettassero requisiti per il voto: il pagamento di un'imposta di almeno 19,8 lire (invece delle precedenti 40) o, in alternativa, il conseguimento dell'istruzione elementare appena allargata (era comunque sufficiente dimostrare di saper leggere e scrivere). Per effetto di questa riforma, il corpo elettorale salì al 6,9% della popolazione italiana, rispetto al 2,2% del 1880.

### Riforme amministrative e sociali
Furono avviate numerose inchieste per esaminare le condizioni di vita della popolazione rurale: la più nota è l'inchiesta Jacini, che rivelò una diffusa malnutrizione (pellagra), alta mortalità infantile (per difterite), grande povertà e scarse condizioni igieniche. Diffuso era il fenomeno dell'emigrazione.
La Sinistra storica introdusse un limitato decentramento amministrativo, con l'elezione dei sindaci e presidenti delle province da parte dei rispettivi consigli (precedentemente erano di nomina prefettizia).
In campo sociale, introdusse il servizio sanitario pubblico (Legge Crispi-Pagliarini, 1888) e di una prima modesta libertà di sciopero (con la riforma del Codice Penale "Zanardelli" del 1889).
Un'importante riforma riguardava l'istruzione: la legge Coppino (1877) rese obbligatoria e gratuita l'istruzione elementare dai 6 ai 9 anni d'età (che però continuava ad essere finanziata dalle autorità locali e non dallo Stato centrale).

## Politiche economiche e commerciali

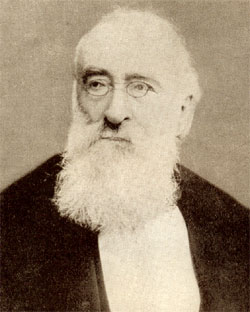
Agostino Depretis, leader della Sinistra storica dopo la morte di Rattazzi (1873), fu capo del governo e abolì definitivamente la tassa sul macinato

La Sinistra storica arrivò e si consolidò al potere nella scia della crisi economica in Europa (1873-1895). Questa era stata indotta da complessi cambiamenti economici globali, tra cui il progresso nei trasporti che favorì il commercio e la diminuzione dei prezzi delle merci. L'effetto in Italia, come in altri paesi, fu di stagnazione economica. Crebbe la miseria dei braccianti, e questo provocò i primi scioperi agricoli.
I governi del periodo abolirono l'impopolare tassa sul macinato e in generale perseguirono una politica di sgravi fiscali e di sviluppo industriale.
Furono rese obbligatorie le prime due classi di scuola elementare: la percentuale degli analfabeti passò così dal 70% del 1871 al 63% del 1881, fino ad arrivare al 50% del 1901.
La politica commerciale fu prevalentemente protezionista. Il principale ispiratore della nuova politica tariffaria in materia di commercio estero fu Luigi Luzzatti. In realtà, le politiche commerciali furono fortemente influenzate dagli interessi economici principali del paese, ovvero gli agrari e gruppi industriali del Nord nei settori della prima industrializzazione (tessile e siderurgico).
Tra il 1877-1878 vennero rapidamente introdotte tariffe doganali per il grano e poi per i prodotti tessili e siderurgici. La cerealicoltura risentiva delle esportazioni di grano dagli Stati Uniti d'America, che per la riduzione dei noli dei trasporti arrivava sul mercato italiano a prezzi inferiori.
Valutazioni storiche hanno messo in evidenza che queste politiche commerciali protezioniste furono ispirate più dalla protezione di interessi economici esistenti, che da una visione di sviluppo economico. Infatti, settori industriali nascenti (come la chimica) non furono protetti. Le norme tariffarie venivano ispirate in maniera clientelare in sede parlamentare. Di maggiore valore strategico per lo sviluppo industriale furono invece politiche di investimenti pubblici nelle bonifiche e nelle infrastrutture.

## Politica estera e politica militare
In politica estera, la Sinistra storica di Depretis abbandonò la tradizionale alleanza con la Francia, a causa degli attriti diplomatici generati dalla presa di posizione dei transalpini sulla questione tunisina, entrando nell'orbita della Triplice Alleanza a fianco degli imperi di Austria-Ungheria e Germania e favorendo lo sviluppo del colonialismo italiano, innanzitutto con l'acquisto di Assab e l'occupazione di Massaua in Eritrea. Sotto il profilo della politica militare la Sinistra storica - da quella moderata depretisina fino ai Pentarchici - sostenne l'incremento del Regio Esercito portandone l'ordinamento a 12 corpi d'armata ed adottando le teorie politico-strategiche della scuola offensivista. Esponenti della scuola offensivista ostili alle idee rappresentate da Cesare Francesco Ricotti-Magnani furono Luigi Mezzacapo (che ne fu il principale portavoce), Emilio Ferrero, Luigi Pelloux e Coriolano Ponza di San Martino.

## Fine della Sinistra storica
La fase egemonica della Sinistra storica si concluse nel 1896 a seguito delle elezioni politiche. Il governo Depretis, infatti, si era spostato verso l'ala conservatrice del parlamento, incontrando i moderati più progressisti, che erano stati inglobati all'interno di una più grande coalizione.
Lentamente furono estromessi gli esponenti più progressisti della Sinistra, dando vita ad un Grande Centro, che monopolizzava la vita politica del Paese, lasciando a pochi partiti minori il ruolo di opposizione di estrema sinistra, destra ed estrema destra.
Questa politica, in cui la dialettica e la differenza ideologica fra le ali del Parlamento vengono sfumando, è detta trasformismo, e fu resa possibile dalla riforma elettorale.
Dopo Depretis, la figura cardine della politica italiana dal 1887 al 1896 fu Francesco Crispi che voleva un'Italia forte e ordinata. Il modello della sua politica era la Germania di Bismarck, dove le tensioni sociali fra la classe operaia e la borghesia sembravano equilibrate. Crispi represse nel sangue la rivolta dei fasci operai in Sicilia e sciolse il Partito Socialista Italiano, fondato da Turati a Genova nel 1892, tuttavia emanò una serie di riforme sociali quali la riduzione della giornata lavorativa e la prima legge sull'assistenza sociale, passata alla storia proprio come "legge Crispi".
Sotto il suo governo la politica coloniale fu ripresa con più vigore, fino alla disfatta di Adua (1896), che segnò la fine della Sinistra Storica con le dimissioni del primo ministro.
Nella crisi di fine secolo si manifestarono le conseguenze sul piano sociale della politica protezionistica, come dimostrano i moti di Milano del maggio 1898 quando il generale Bava Beccaris non esitò a sparare con i cannoni sulla folla che chiedeva "Pane e lavoro".
Si era infatti verificato un ulteriore aumento del prezzo del grano a causa delle diminuite esportazioni dagli Stati Uniti, impegnati allora nella Guerra ispano-americana.
Benché la Sinistra Storica tradizionale fosse terminata nel 1896, si continuerà a parlare di questa denominazione fino alle elezioni del 1913; nella XXIV legislatura gli eredi della Sinistra costituirono il raggruppamento della Sinistra Liberale-Democratica, che, con l'introduzione formale dei gruppi parlamentari nel regolamento della Camera nella legislatura successiva, si costituì in maniera ufficiale con la denominazione di Democrazia Liberale.

## Governi della Sinistra storica
- Governo Rattazzi I (3 marzo 1862 - 8 dicembre 1862)
- Governo Rattazzi II (10 aprile 1867 - 27 ottobre 1867)
- Governo Depretis I (25 marzo 1876 - 25 dicembre 1877)
- Governo Depretis II (26 dicembre 1877 - 24 marzo 1878)
- Governo Cairoli I (24 marzo 1878 - 19 dicembre 1878)
- Governo Depretis III (19 dicembre 1878 - 14 luglio 1879)
- Governo Cairoli II (14 luglio 1879 - 25 novembre 1879)
- Governo Cairoli III (25 novembre 1879 - 29 maggio 1881)
- Governo Depretis IV (29 maggio 1881 - 25 maggio 1883)
- Governo Depretis V (25 maggio 1883 - 30 marzo 1884)
- Governo Depretis VI (30 marzo 1884 - 29 giugno 1885)
- Governo Depretis VII (29 giugno 1885 - 4 aprile 1887)
- Governo Depretis VIII (4 aprile 1887 - 29 luglio 1887)
- Governo Crispi I (29 luglio 1887 - 9 marzo 1889)
- Governo Crispi II (9 marzo 1889 - 6 febbraio 1891)
- Governo Giolitti I (15 maggio 1892 - 15 dicembre 1893)
- Governo Crispi III (15 dicembre 1893 - 10 marzo 1896)

A questi si possono aggiungere quei governi di coalizione guidati da figure della sinistra storica come Zanardelli e Giovanni Giolitti, che dominarono la scena politica italiana quasi ininterrottamente dal 1900 al 1914 salvo alcune parentesi di governi guidati da esponenti della destra storica come, ad esempio, Sidney Sonnino.